# Грищенко Олександр Юхимович
Грищенко Олександр Юхимович (нар. 2 січня  1946) — український математик, доктор фізико-математичних наук (2003), професор (2003).

## Біографія
1969 року закінчив механіко-математичний факультет Київського національного університету імені Тараса Шевченка.
У 1973 р. захистив кандидатську дисертацію на тему: «Розв'язок фільтраційних задач у багатошарових середовищах».
2003 — доктор фізико-математичних наук, за темою «Чисельне моделювання і оптимізація динамічних та релаксаційних процесів».

## Науковий доробок
Автор близько 180 наукових та навчально-методичних праць.

### Підручники
- Теория функций комплексного переменного. — К.: Вища школа, 1985. — 336 с.;
- Грищенко О.Ю., Нагнибіда М.І., Настасієв П.П. Теорія функцій комплексної змінної. — К.: : Вища школа, 1994. — 375 с.(укр.)
- Теорія функцій комплексної змінної. К.: ВПЦ Київський університет, 2008. — 460 с. (співавтор С. І. Ляшко, за заг. ред.. І. І. Ляшка),

### Монографії
- Чисельне моделювання процесів релаксаційної газової динаміки. — К.: ВІПОЛ, 1998. — 224 с.;

## Відзнаки
- Державна премія України в галузі науки і техніки (2003)[джерело?]
- Республіканська премія молодих вчених України ім. М. Островського в галузі науки і техніки (1976)
- Премія імені Тараса Шевченка Київського національного університету імені Тараса Шевченка (2010)